# Dasybranchus carneus
Dasybranchus carneus är en ringmaskart som beskrevs av Grube 1870. Dasybranchus carneus ingår i släktet Dasybranchus och familjen Capitellidae. Inga underarter finns listade i Catalogue of Life.